# Emblyna artemisia
Emblyna artemisia là một loài nhện trong họ Dictynidae.
Loài này thuộc chi Emblyna. Emblyna artemisia được Wilton Ivie miêu tả năm 1947.